# 塔爾科薩列
64°55′N 77°47′E / 64.917°N 77.783°E
塔爾科薩列（俄语：Та́рко-Сале́）是俄羅斯亞馬爾-涅涅茨自治區東南部的一個市鎮，位於普爾河畔，距區府薩列哈爾德東南560公里。2002年人口18,517人。
1932年建立，2004年3月23日設市。